# 960
Năm 960 là một năm trong lịch Julius.

## Sự kiện

### Tháng 2
- 3 tháng 2: Triệu Khuông Dận soái lĩnh đại quân chống liên quân Bắc Hán và Liêu
- 4 tháng 2: 
  - Binh biến Trần Kiều
  - Triệu Khuông Dận xưng đế kiến lập nhà Tống